# Landmacht (algemeen)

Kaart van landmachten wereldwijd
Geen landmacht
Landmacht van uitsluitend vrijwilligers en beroepsmilitairen
Dienstplicht, maar er is besloten tot afschaffing ervan op korte termijn
Dienstplicht (in sommige gevallen beperkt)
Geen informatie

De landmacht of leger, is het gedeelte van een krijgsmacht dat zich over land voortbeweegt. Oorspronkelijk kon een landmacht bestaan uit voetvolk (infanterie) en ruiters (cavalerie). Vanaf de veertiende eeuw kwam daar vuursteun (artillerie) bij. Na de Eerste Wereldoorlog worden paarden niet meer ingezet in het gevecht. Hun taak is overgenomen door tanks en pantservoertuigen, die de "moderne cavalerie" vormen.
De Nederlandse landmacht heet Koninklijke Landmacht, bij de Belgische Defensie heet deze Landcomponent.

## Hoofddoelen voor inzet
Er zijn drie hoofddoelen waarvoor een landmacht kan worden ingezet:
- Verdediging. Dit hoeft niet per se te gaan om verdediging van het grondgebied van het thuisland van de landmacht. Een leger kan ook worden uitgezonden naar een bevriend land om daar te helpen het grondgebied van dat land te verdedigen.
- Aanval. Met een landmacht kan een ander land worden aangevallen. Dit kan worden gedaan om een stuk grondgebied van een ander land te confisqueren of om in een ander land drastische politieke veranderingen te laten plaatsvinden. Het aanvallen van een ander land wordt over het algemeen gezien als onethisch en tegenwoordig niet vaak meer gebezigd.
- Ondersteuning van de overheid in niet-conflictgerelateerde zaken. De landmacht kan de overheid ondersteunen als er bijvoorbeeld sprake is van een calamiteit waarbij plotseling veel mankracht nodig is, zoals hulpverlening na een aardbeving.